# Актау

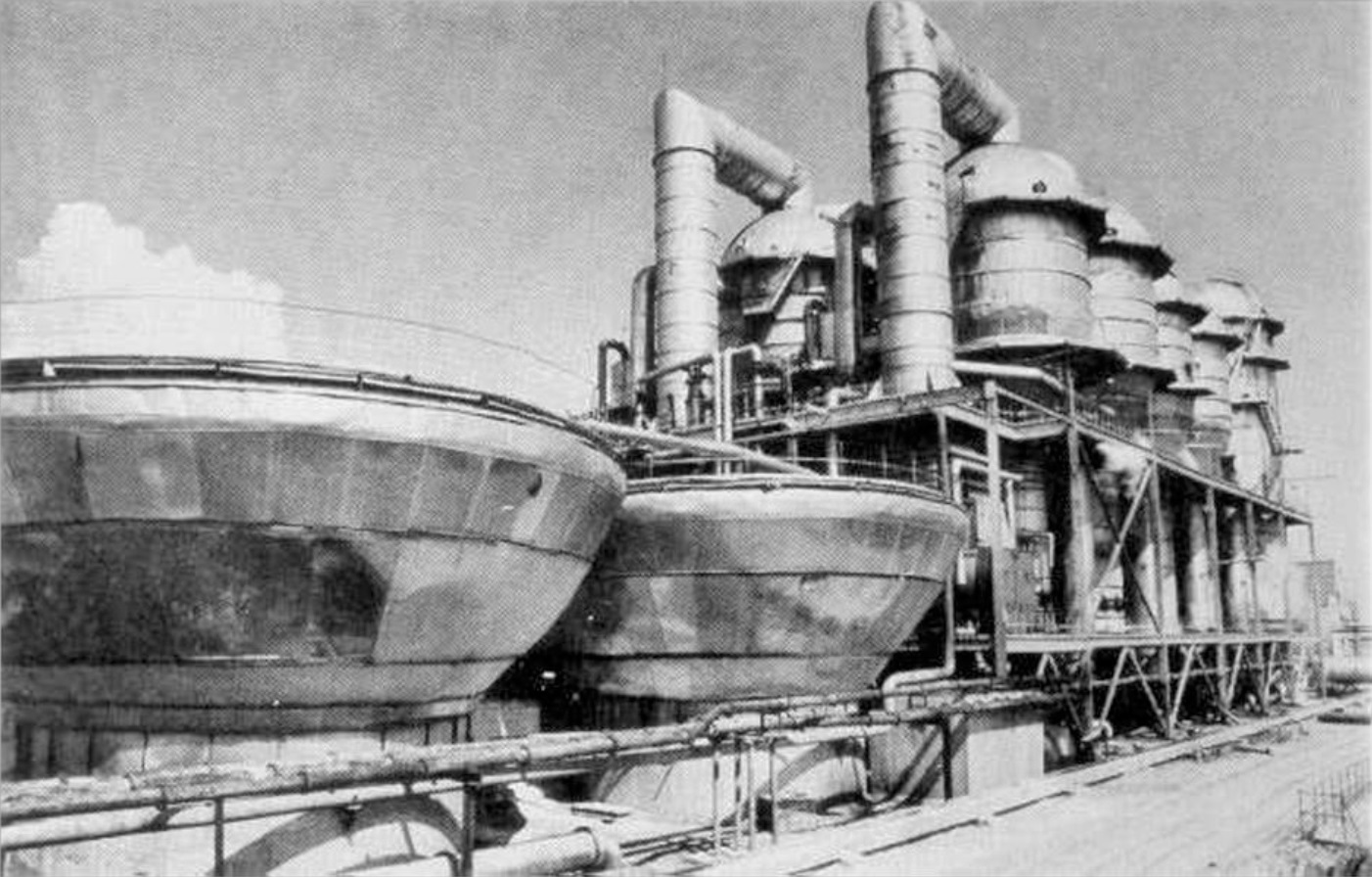
Морские опреснители с батареями выпарных аппаратов («самоваров»)

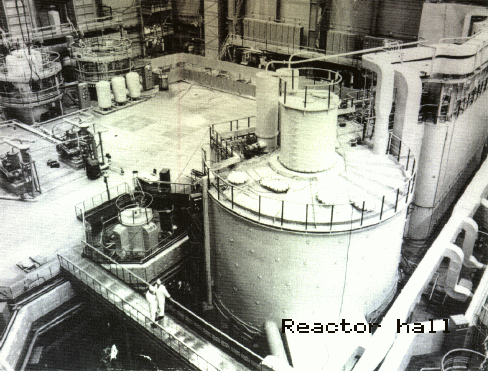
Реактор-размножитель на быстрых нейтронах БН-350 в Актау

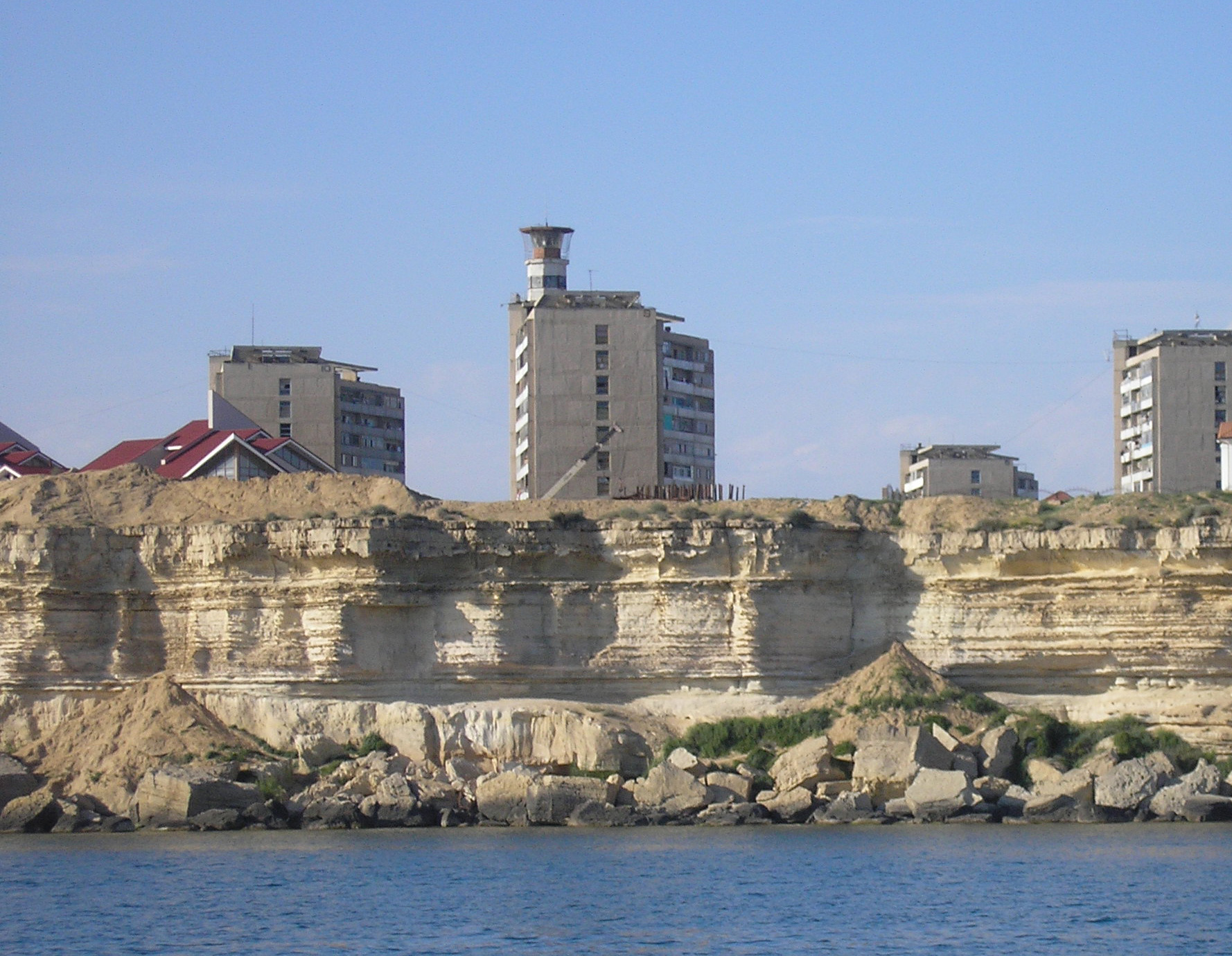
Маяк на крыше дома в Актау. Вид с Каспийского моря

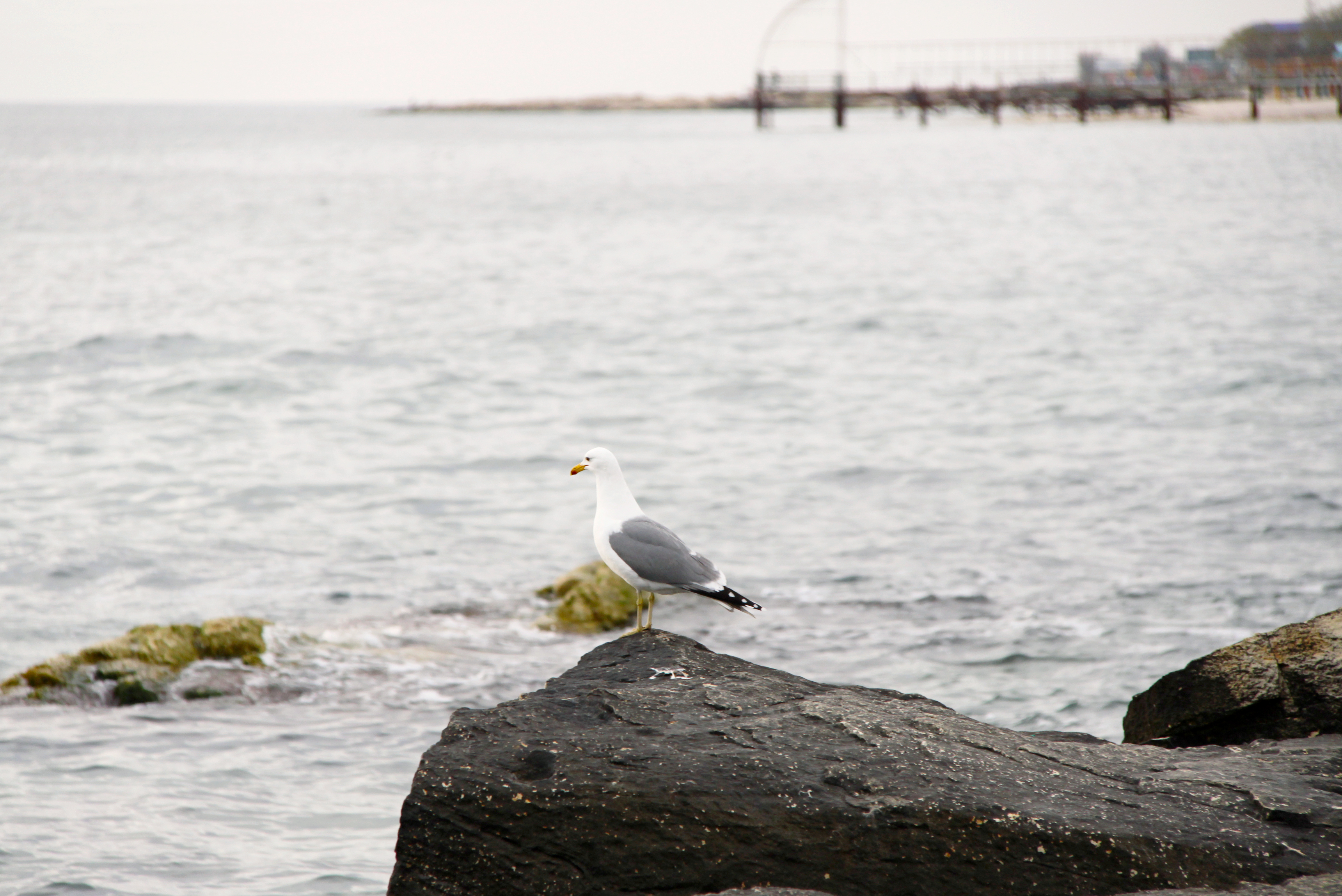
На берегу моря

Акта́у (каз. Ақтау / Aqtauо файле; досл.: «Белая гора», с 1964 по 1991 год — Шевченко) — портовый город на западе Казахстана на берегу Каспийского моря, областной центр Мангистауской области.
Аким — Абилкаир Байпаков.

## История
В 1957 году геологическая партия Анатолия Кореневского приступила к поискам урановой руды на дне впадины Карагие. На полуострове Мангышлак были обнаружены нефть, уран и редкоземельные металлы.
В 1958 году на Меловой мыс прибыла первая автоколонна строителей, с помощью местных чабанов появились первые саманные полуземлянки, а в 1959 году у Мелового мыса была затоплена старая баржа «Норма», превратившись в причал — материалы для постройки города подвозили морем.
В 1961—1963 годах — посёлок Актауский, в 1963 году преобразован в город Актау. 1 июля 1964 года был переименован в Шевченко, в связи со 150-летием украинского поэта Тараса Шевченко, находившегося в середине XIX века в ссылке на Мангышлаке. 13 сентября 1991 года городу вернули название Актау.
Появление города стало результатом принятого руководством Советского Союза в начале 1950-х годов решения о создании ядерного щита страны с участием министерства среднего машиностроения и под управлением тогдашнего министра Ефима Славского. Город был построен с чистого листа по генеральному плану, разработанному Ленинградским проектным институтом (в рамках развития новых молодых городов Советского Союза). Куратором от института выступал архитектор Михаил Левин. В качестве градообразующего предприятия был построен Прикаспийский горно-металлургический комбинат (ПГМК), который включал в себя добычу урановой руды, её переработку и обогащение. Сеть предприятий этого комплекса обеспечивала основное производство химическими реагентами (азотно-туковый и сернокислотный заводы), теплоэлектроэнергией, водой (ТЭЦ, БН-350). Была построена инфраструктура города, обеспечивающая проживание людей в безводной пустыне. Строительство города осуществлялось Прикаспийским управлением строительства (ПУС) под руководством Л. Н. Томашевского.
Актау не имеет естественных источников питьевой воды, город полностью обеспечивается переработанной морской водой: пресная вода производится из сильноминерализованного природного источника путём её разбавления дистиллятом, производимым из морской воды в промышленных многокорпусных испарительных установках («самоварах»). Для водоснабжения города и предприятий были построены промышленные опреснители, использующие вторичный пар с ТЭЦ (в том числе и реактора на быстрых нейтронах БН-350), который являлся первой в мире атомной опреснительной установкой мощностью 120 000 м³ воды в сутки (см. Мангистауский атомно-энергетический комбинат).
С 1991 года Актау становится центром разработки нефтегазовых месторождений, как старых, открытых ещё в XX веке, так и новых: Жетыбая, Каламкаса, Каражанбаса, Атамбая-Сарытюбе, Оймаши, Комсомольского, Северного Бузачи, Каракудука, Толкына и Армана.
Актау подчиняется посёлок Умирзак.
В 2018 году в Актау состоялся пятый саммит Прикаспийских государств, участие в котором приняли президенты Казахстана, России, Ирана, Азербайджана и Туркменистана.
В апреле 2025 года Актау был объявлен культурной столицей тюркского мира.

## География
Город находится в западной части Казахстана на берегу Каспийского моря, и является единственным морским портом страны. По краю Актау тянутся набережные и пляжи. Питьевой водой город обеспечивает атомная водоопреснительная станция МАЭК, на которой подготавливается и смешивается произведённый дистиллят из морской воды со слабоминерализованной артезианской из месторождения «Куйлюс», так как вблизи города нет природных источников питьевой воды. Актау выполняет важную роль в транспортных и торговых связях между Европой и Азией.

## Климат
Климат города Актау близок к аридному. В Актау практически не бывает осадков, в год выпадает всего около 140 мм. По классификации Кёппена и Гейгера, такой климат относится к типу BWk — пустынный, засушливый с очень жарким летом, средняя температура января −1 °C, июля +26,4 °C. Летом температура может достигать +44 °C. Вся растительность требует полива.
- Среднегодовая температура воздуха — + 12,6 °C
- Относительная влажность воздуха — 57,2 %
- Средняя скорость ветра — 4,8 м/с

| Показатель                                              | Янв. | Фев. | Март  | Апр. | Май  | Июнь | Июль | Авг. | Сен. | Окт. | Нояб. | Дек. | Год  |
| ------------------------------------------------------- | ---- | ---- | ----- | ---- | ---- | ---- | ---- | ---- | ---- | ---- | ----- | ---- | ---- |
| Абсолютный максимум, °C                                 | 16   | 21,6 | 25,1  | 31,3 | 39,5 | 43,1 | 43   | 44,1 | 39,2 | 32,8 | 22,3  | 17,1 | 44,1 |
| Средний суточный максимум, °C                           | 2    | 4,1  | 10,3  | 16,9 | 23,5 | 28,9 | 31,9 | 30,9 | 25,2 | 17,8 | 9,3   | 3,9  | 17,1 |
| Средняя температура, °C                                 | −1   | 0,2  | 6,1   | 12,4 | 18,8 | 24   | 26,4 | 25,6 | 19,9 | 12,9 | 5,3   | 0,5  | 12,5 |
| Средний суточный минимум, °C                            | −3,5 | −3   | 2,7   | 8,9  | 15,1 | 19,9 | 21,9 | 21,3 | 15,3 | 8,8  | 2     | −2,3 | 8,9  |
| Абсолютный минимум, °C                                  | −24  | −24  | −17,2 | −4,4 | 3,2  | 6,7  | 10   | 10   | 0    | −7   | −16   | −18  | −24  |
| Норма осадков, мм                                       | 12   | 11   | 13    | 17   | 12   | 9    | 9    | 8    | 8    | 10   | 15    | 16   | 139  |
| Источник: http://www.pogodaiklimat.ru/climate/38111.htm |      |      |       |      |      |      |      |      |      |      |       |      |      |

## Население
На начало 2020 года, население города — 183 097 человек, в составе территории городского акимата 187 690 человек.
| Национальность | Численность на начало 2020 года (территория в составе городского акимата) | Доля % |
| -------------- | ------------------------------------------------------------------------- | ------ |
| Казахи         | 140 882                                                                   | 71,88  |
| Русские        | 33 836                                                                    | 18,23  |
| Азербайджанцы  | 5793                                                                      | 3,02   |
| Лезгины        | 1932                                                                      | 1,02   |
| Украинцы       | 1676                                                                      | 0,92   |
| Татары         | 1398                                                                      | 0,75   |
| Армяне         | 1039                                                                      | 0,56   |
| Узбеки         | 1167                                                                      | 0,59   |
| Корейцы        | 661                                                                       | 0,35   |
| Чеченцы        | 680                                                                       | 0,36   |
| Каракалпаки    | 728                                                                       | 0,36   |
| Грузины        | 353                                                                       | 0,19   |
| Киргизы        | 432                                                                       | 0,22   |
| Немцы          | 246                                                                       | 0,13   |
| Белорусы       | 176                                                                       | 0,10   |
| Удины          | 237                                                                       | 0,12   |
| Осетины        | 178                                                                       | 0,10   |
| другие         | 2080                                                                      | 1,11   |
| ВСЕГО:         | 193 494                                                                   | 100,00 |

## Транспорт
- Международный аэропорт Актау (находится на расстоянии 25 км к северу от города. Транспортное сообщение с аэропортом — маршрутный автобус № 11 и такси.)
- Автобусный транспорт. Стоимость проезда на июль 2024 г.— 70 тенге[15]
- Такси[16]
- Железнодорожный вокзал в городе отсутствует. Поезда приходят на станцию Мангистау, расположенную в 15 км к востоку от города. Между городом и станцией Мангистау курсируют автобусы № 105 и такси.

### Порт
Порт Актау расположен на восточном побережье Каспийского моря и является единственным портом Казахстана, предназначенным для международных перевозок различных сухих грузов, сырой нефти и нефтепродуктов. Создание периферийных промышленных центров, а также интересы укрепления обороноспособности страны бывшего Советского Союза требовали соответствующего транспортного обеспечения, в частности, морского сообщения. Паромная переправа через Каспийское море «Алят — Актау-порт» является частью международного проекта «Шёлковый путь» (Украина — Грузия — Азербайджан — Казахстан — Китай), проложенного в обход территории России.
Для транспортировки продукции урановой промышленности и нефтяных месторождений Мангышлакского региона в 1963 году был построен порт Актау.
Позже порт сыграл значительную роль в строительстве атомного реактора БН-350, заводов химической отрасли и непосредственно самого города Актау.
Грузооборот порта составляет 16,8 млн т. в год, существуют планы по увеличению грузооборота до 20,5 млн т.

## Достопримечательности
Достопримечательностью Актау является маяк, расположенный на крыше жилого дома, что находится в четвёртом микрорайоне.
Также с 2018 года для жителей города и туристов была открыта специальная скальная тропа на берегу моря, представляющая собой тропу из досок в несколько километров с разноцветными светодиодными лампами, деревянными перилами и множеством скамеек.
В Актау расположена самая протяжённая пешая береговая линия в Казахстане, длина которой составляет порядка пяти километров.
Одной из достопримечательностей Актау является Мангышлакский экспериментальный ботанический сад.

## Отдых и досуг

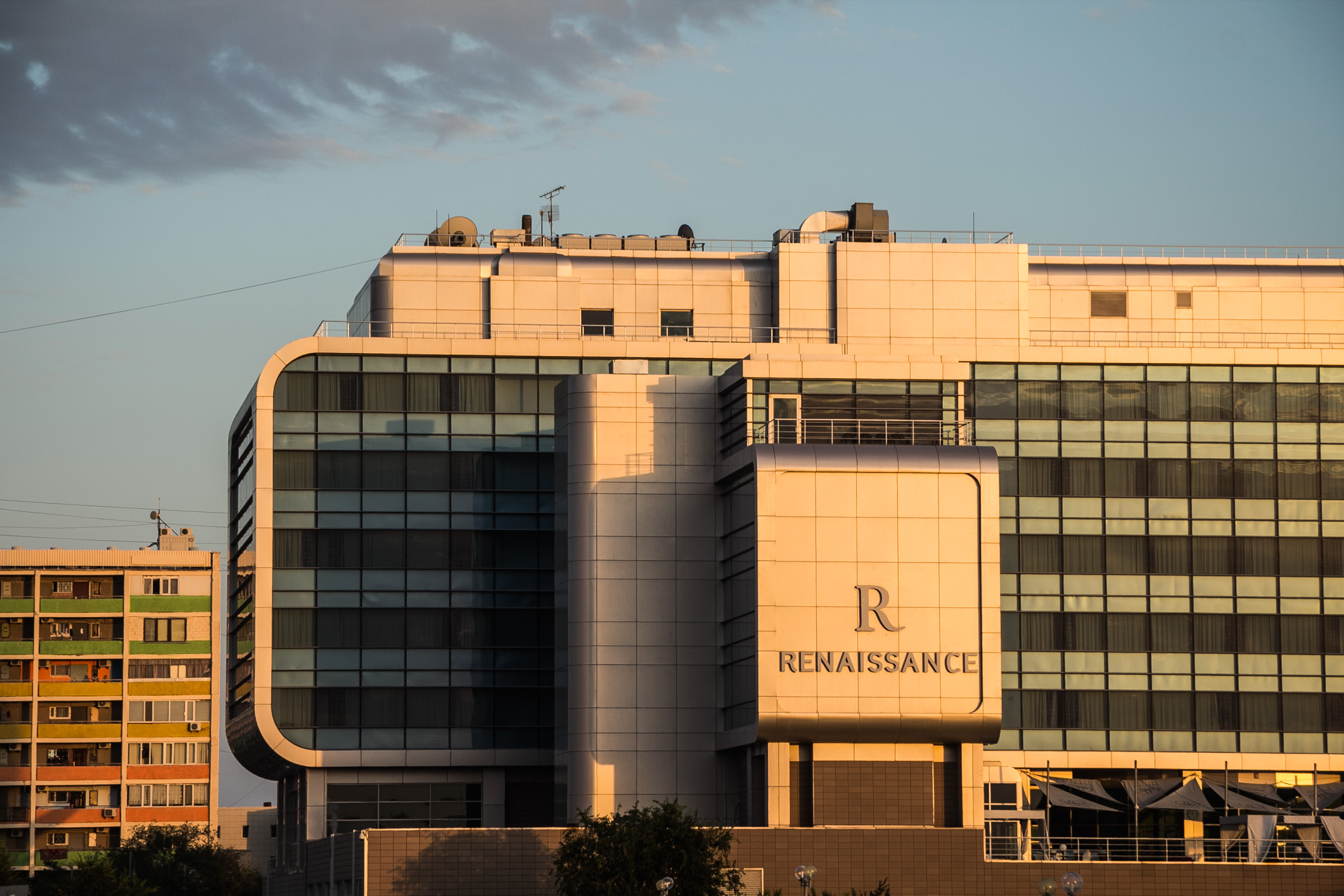
Пятизвездочная гостиница Ренессанс

Пляжный сезон в городе длится с конца мая по середину сентября, когда море нагревается, средняя температура воды в море +18 °C. В городе имеется множество современных баз отдыха и пляжей. В районе города Актау море большую часть года холодное.
Есть два театра: Мангистауский музыкально-драматический театр им. Н. Жантурина, театр кукол; кинотеатры.
В Актау развита ночная жизнь: есть множество ночных клубов и кафе.
Каждый год с 2012-го по 2016 год в городе проходил Aktau Open Fest (АОФ): это мероприятие развлекательного характера, которое длилось три дня (обычно — 27, 28, 29 августа) прямо на берегу моря с песнями в исполнении одних из самых популярных певцов СНГ и региона.
Есть Мангистауский областной историко-краеведческий музей.
Город обладает современной инфраструктурой с большим количеством гостиниц, торгово-развлекательных центров, театров и музеев. Одной из особенностей Актау является отсутствие традиционных адресов — дома в городе нумеруются по микрорайонам. 
Актау — популярное направление как для казахстанских, так и для зарубежных туристов. Здесь можно насладиться отдыхом на побережье, посетить местные достопримечательности и отправиться в путешествие по Мангистаускому региону. 

## Спорт
В городе базируется футбольный клуб «Каспий» и баскетбольный клуб, с одноимённым названием «Каспий» Среди населения развиты спортивная подводная охота при ОО «Федерация подводного спорта Мангистауской области», вольная борьба, бокс, дзюдо и пляжный волейбол. Из спортивных единоборств есть и кунг-фу, каратэ-до, БЖЖ, ММА, муай-тай, армейский рукопашный бой, кикбоксинг, грэплинг, кудо, отделение панкратиона.

## Главы города

### Первые секретари горкома
1. Захаров, Виктор Кузьмич 1964—1971
2. Фатеев, Николай Евсеевич 1971 — ?

### Акимы
1. Баев, Николай Иванович (1992—1994)
2. Бурлаков, Леонид Николаевич (1994—1996)
3. Оспанов, Серик Жамекович (1996—2004)
4. Мустапаев, Рашит Туранович (ноябрь 2004—2006)
5. Кох, Виктор Михайлович (апрель 2006 — сентябрь 2006)
6. Бекбергенов, Салимгерей Шапагатович (2006—2010)
7. Казахбаев, Оспан Даденович (2010—2012)
8. Жанбыршин, Едил Терекбайулы (12 сентября 2012 — 10 июля 2015)
9. Трумов, Серикбай Утелгенович (10 июля 2015 — 20 ноября 2017)[22]
10. Ниязов, Галымжан Мукырович (22 ноября 2017 — 26 июня 2020)[23]
11. Килыбай, Нурдаулет Игиликулы (26 июня 2020 — 3 октября 2022)[24][25]
12. Избергенов, Ербол Курентаевич (3 октября 2022 — 20 сентября 2023)[26]
13. Тналиев, Улугбек Серикович (20 сентября 2023 — 16 июля 2024)[27]
14. Байпаков, Абилкаир Жанаевич (с 16 июля 2024)

## Города-побратимы
- Горган, Иран[28]
- Сумгаит, Азербайджан
- Черкассы, Украина
- Самсун, Турция
- Ургенч, Узбекистан[29]
- Клайпеда, Литва[30]
- Астрахань, Россия[31]
- Оренбург, Россия[30]
- Махачкала, Россия
- Самара, Россия[30]
- Элиста, Россия[30]
- Ишимбай, Россия[30]
- Ашхабад, Туркменистан[32]

## Галерея

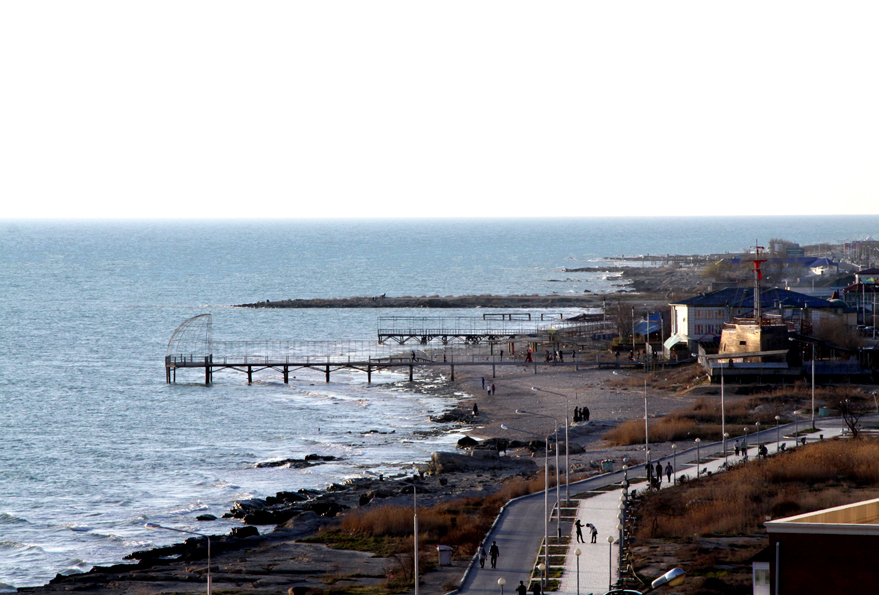
Побережье Актау.
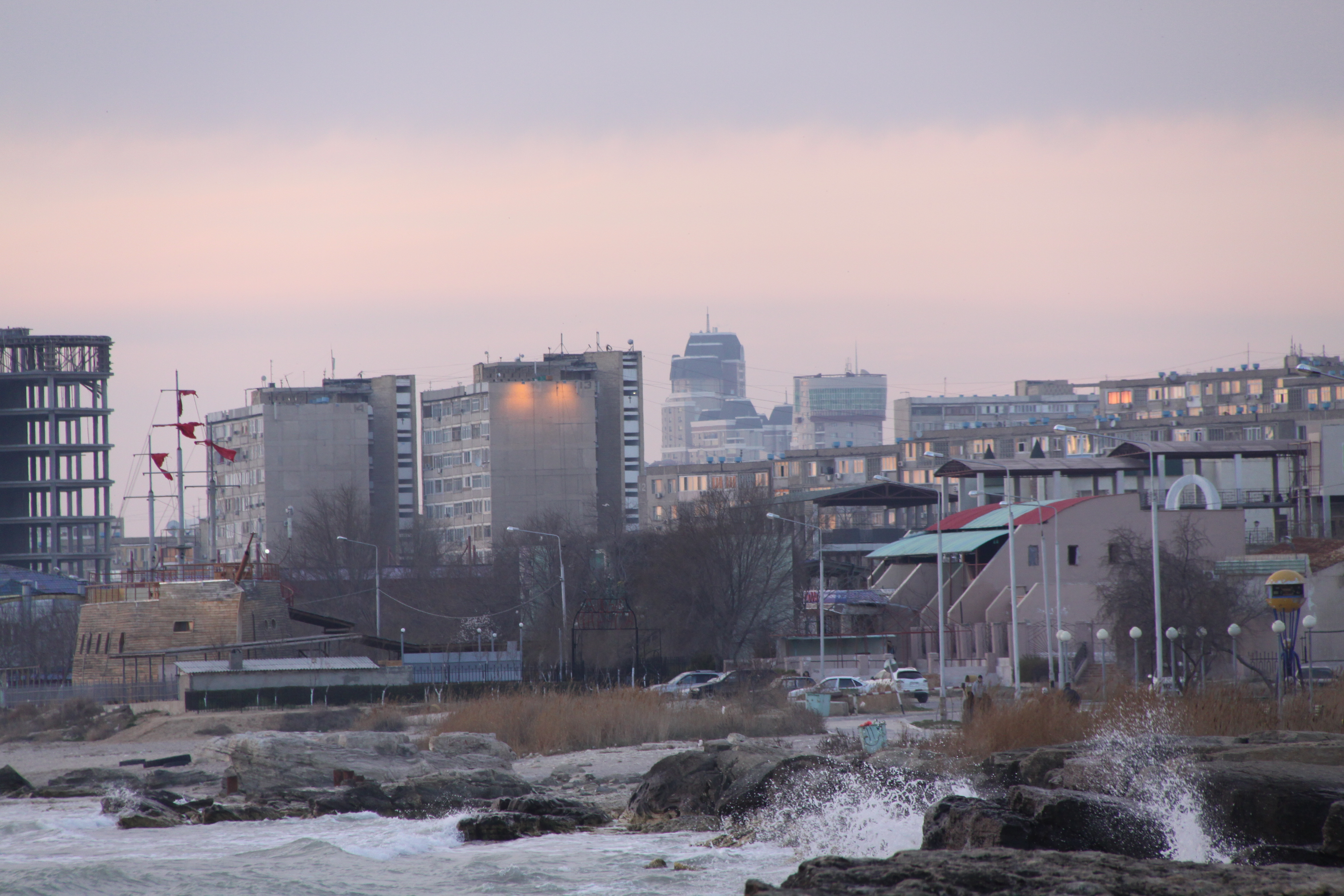
Прибрежные микрорайоны Актау.
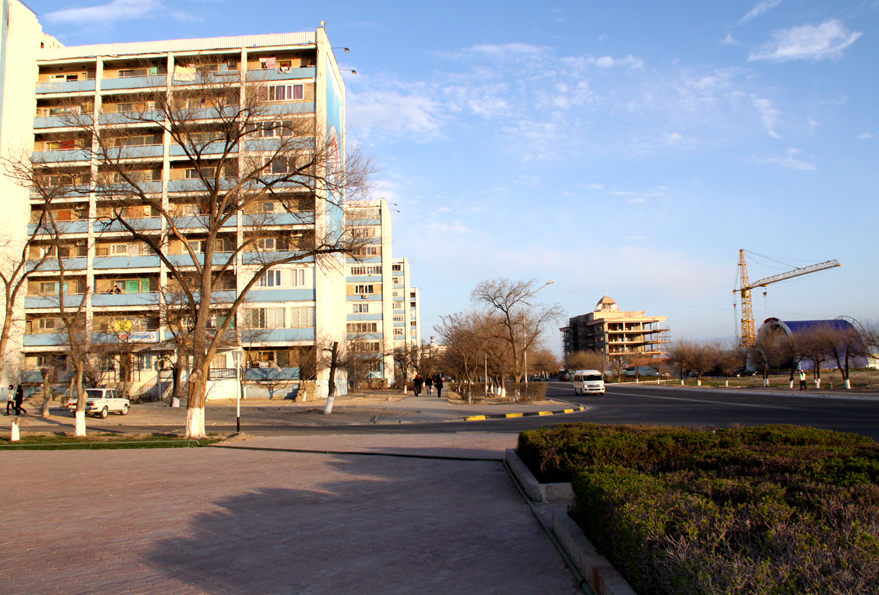
Девятиэтажки близ приморского сквера и памятника Т. Г. Шевченко (4 мкр-н).
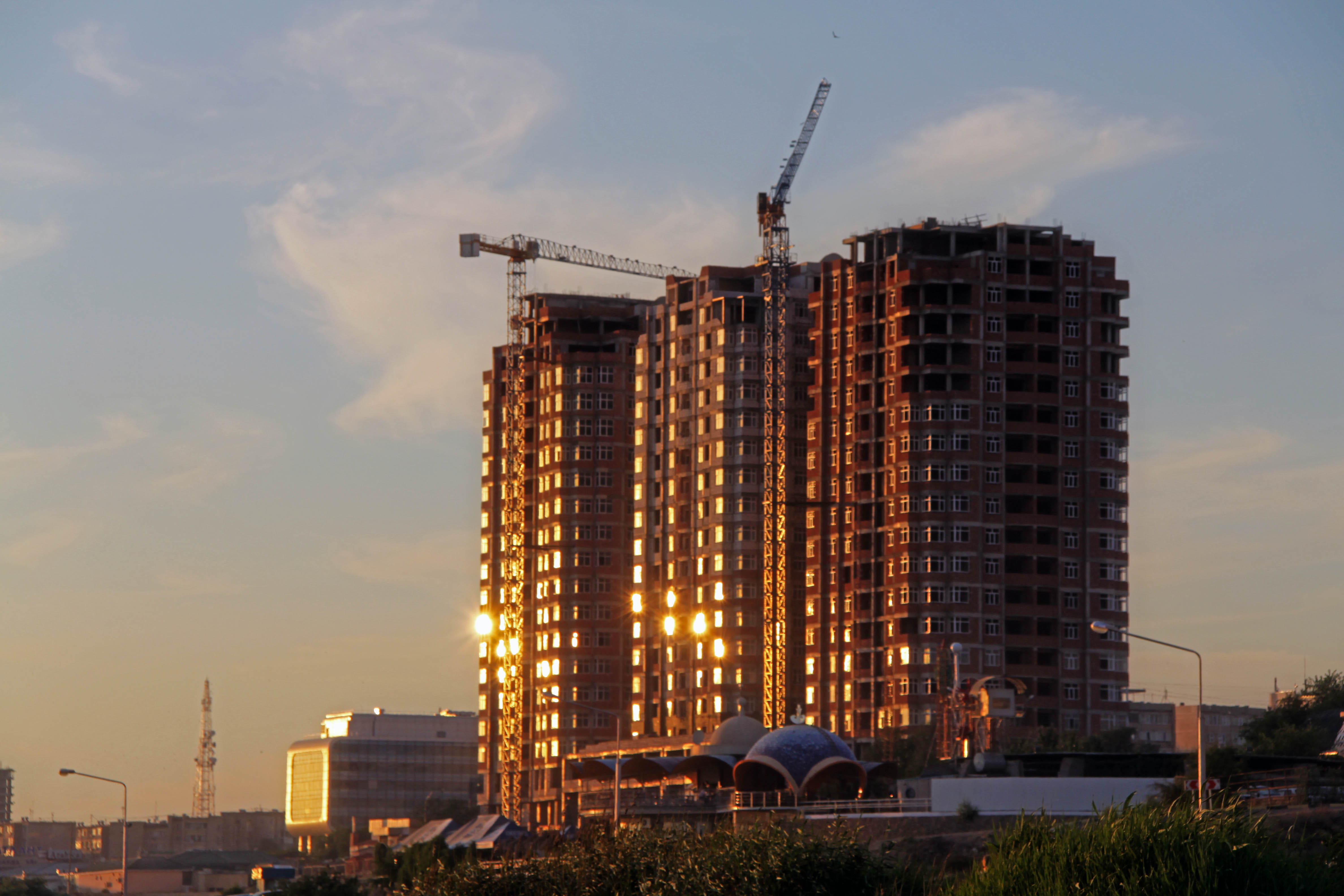
Новостройка «Три короны», позади гостиница «Ренессанс»
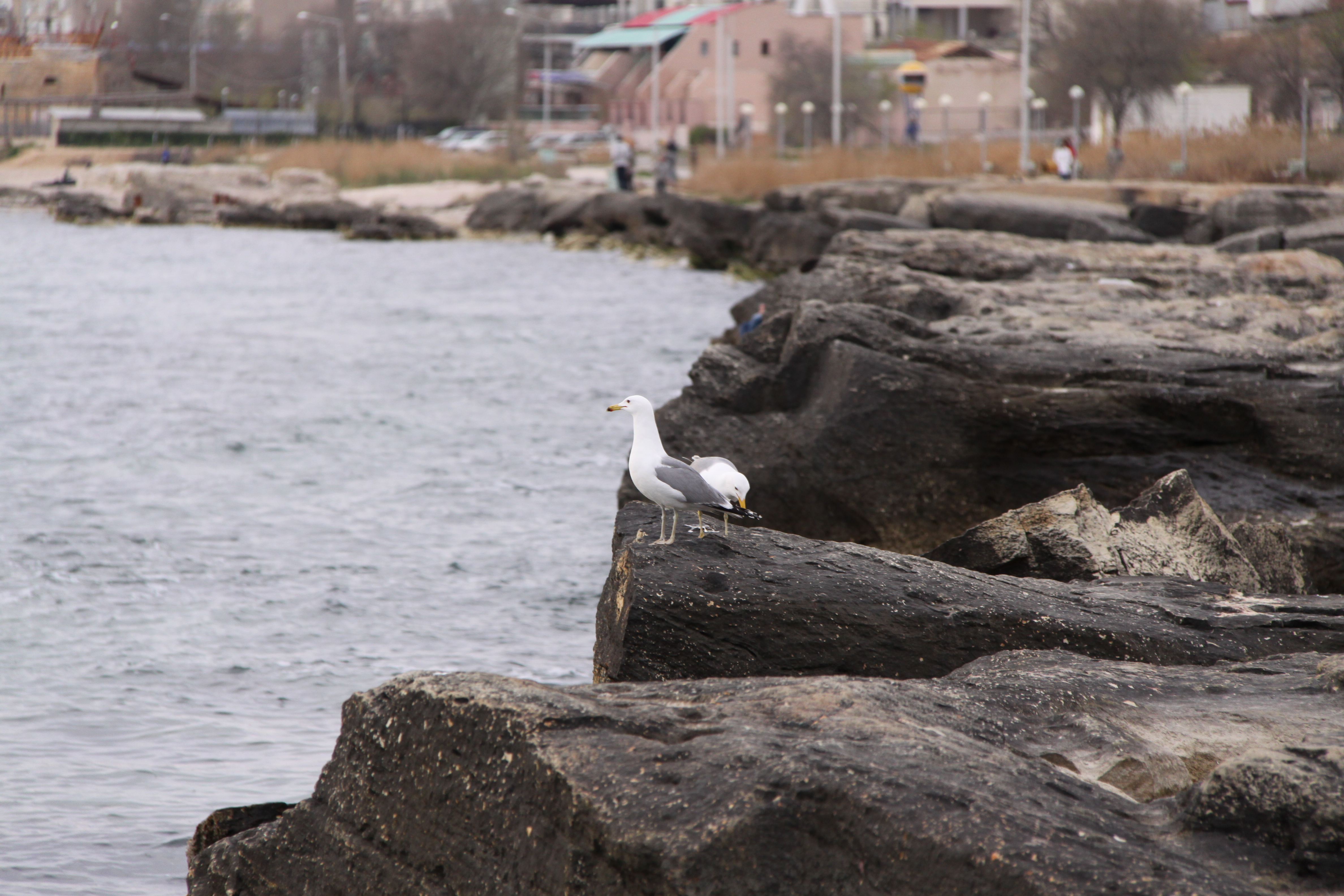
Фауна актауского морского побережья
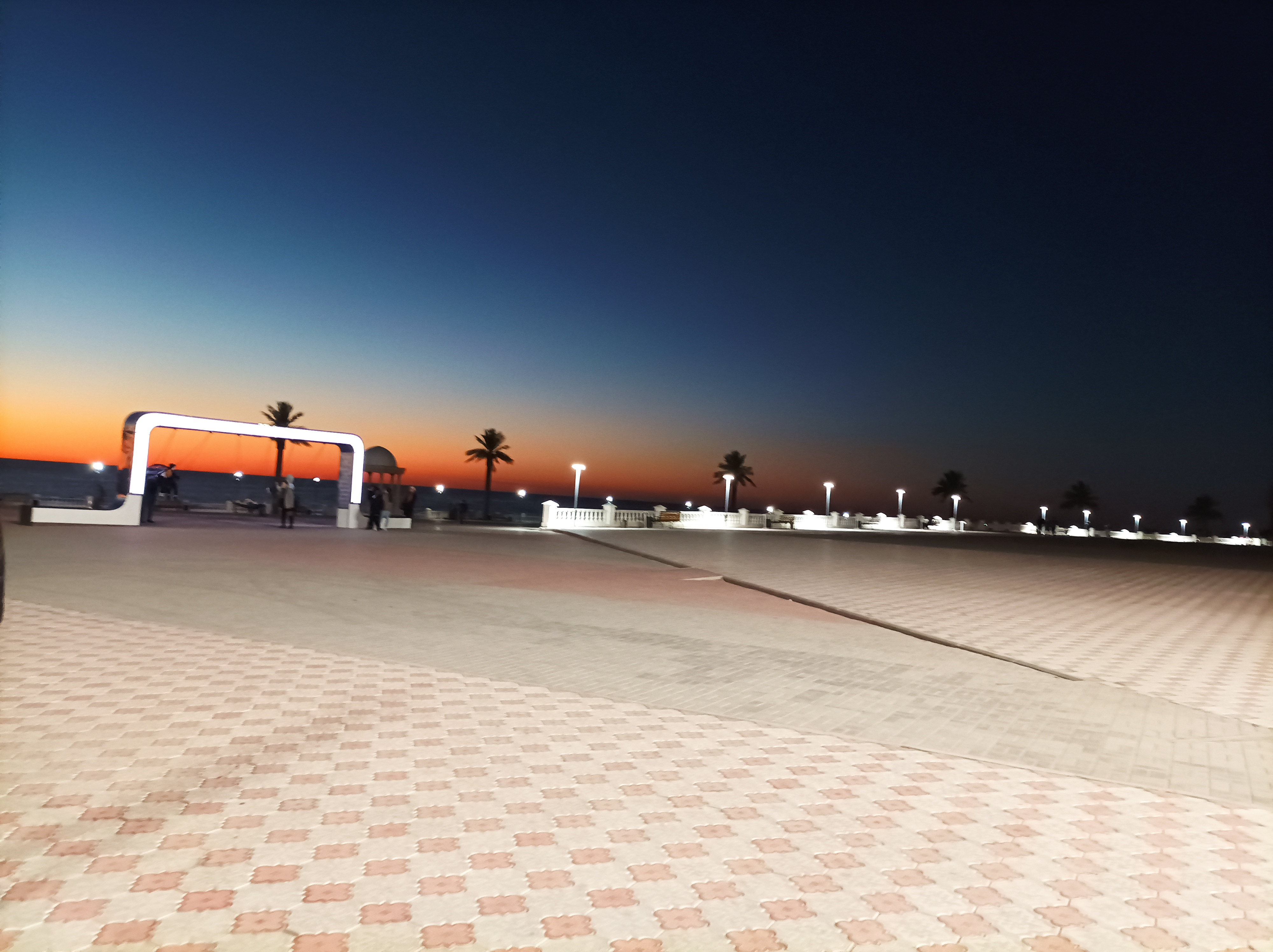
Ночной вид
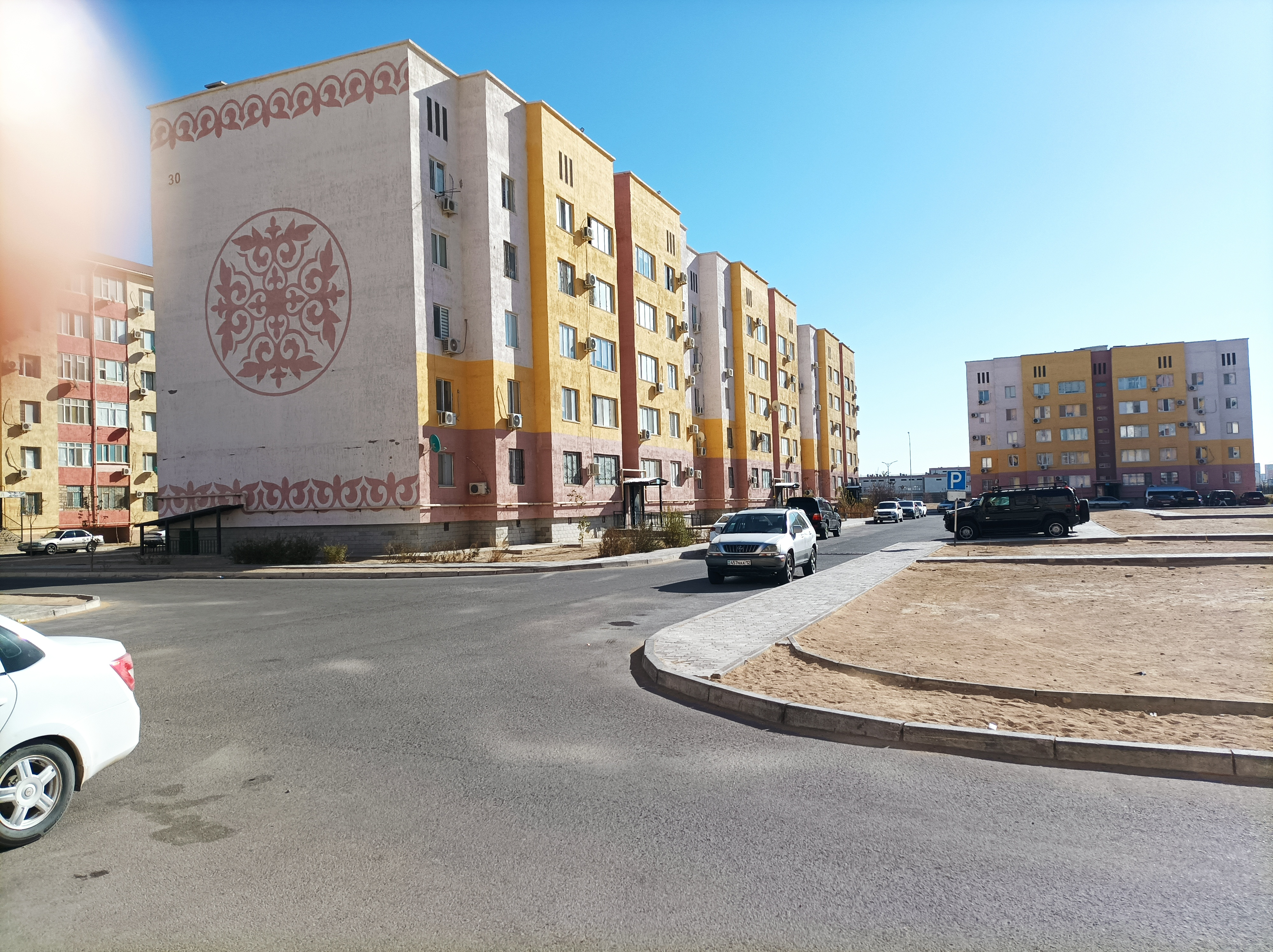
Мкр.32.
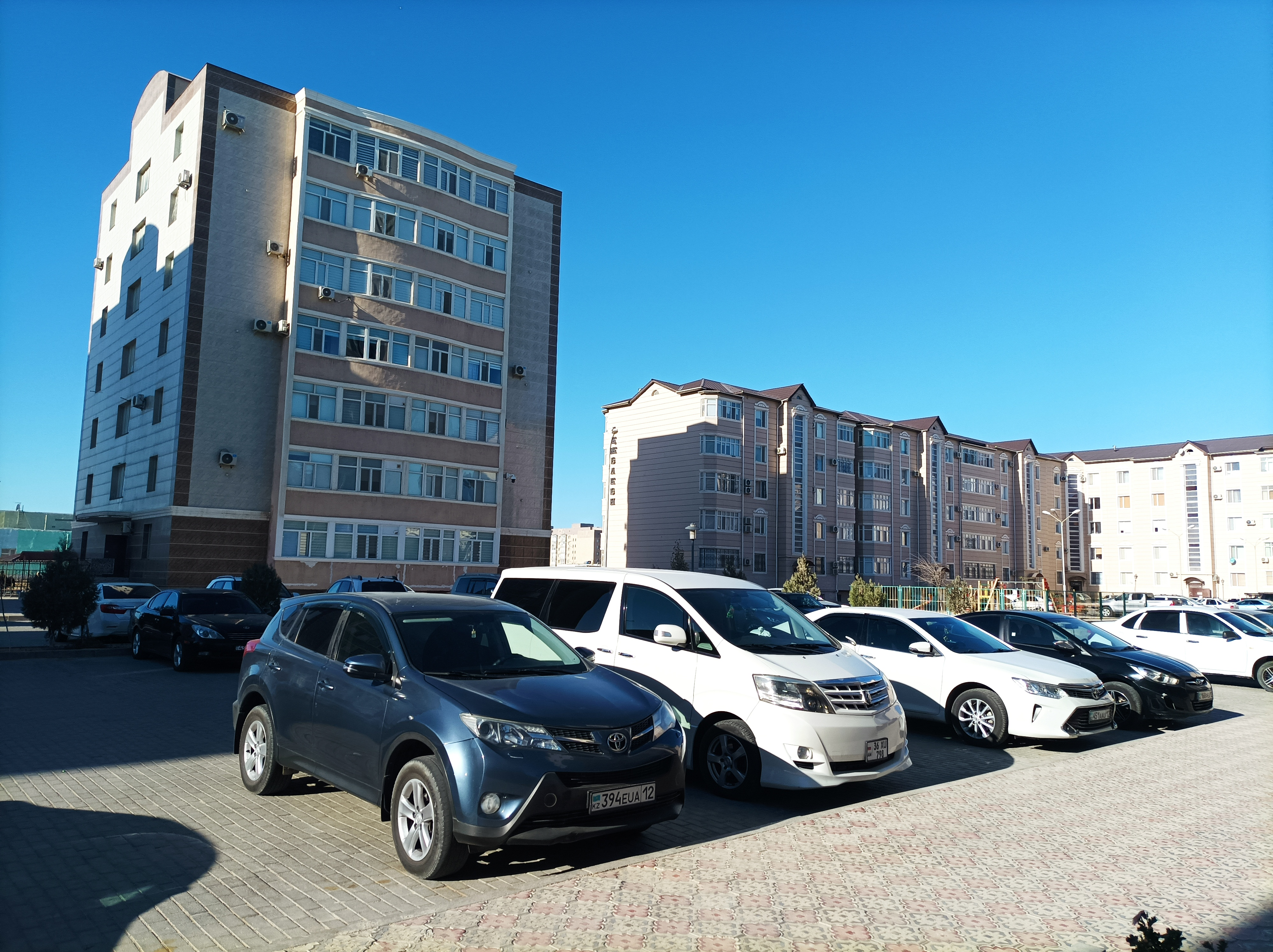
мкр.Ақжелкен
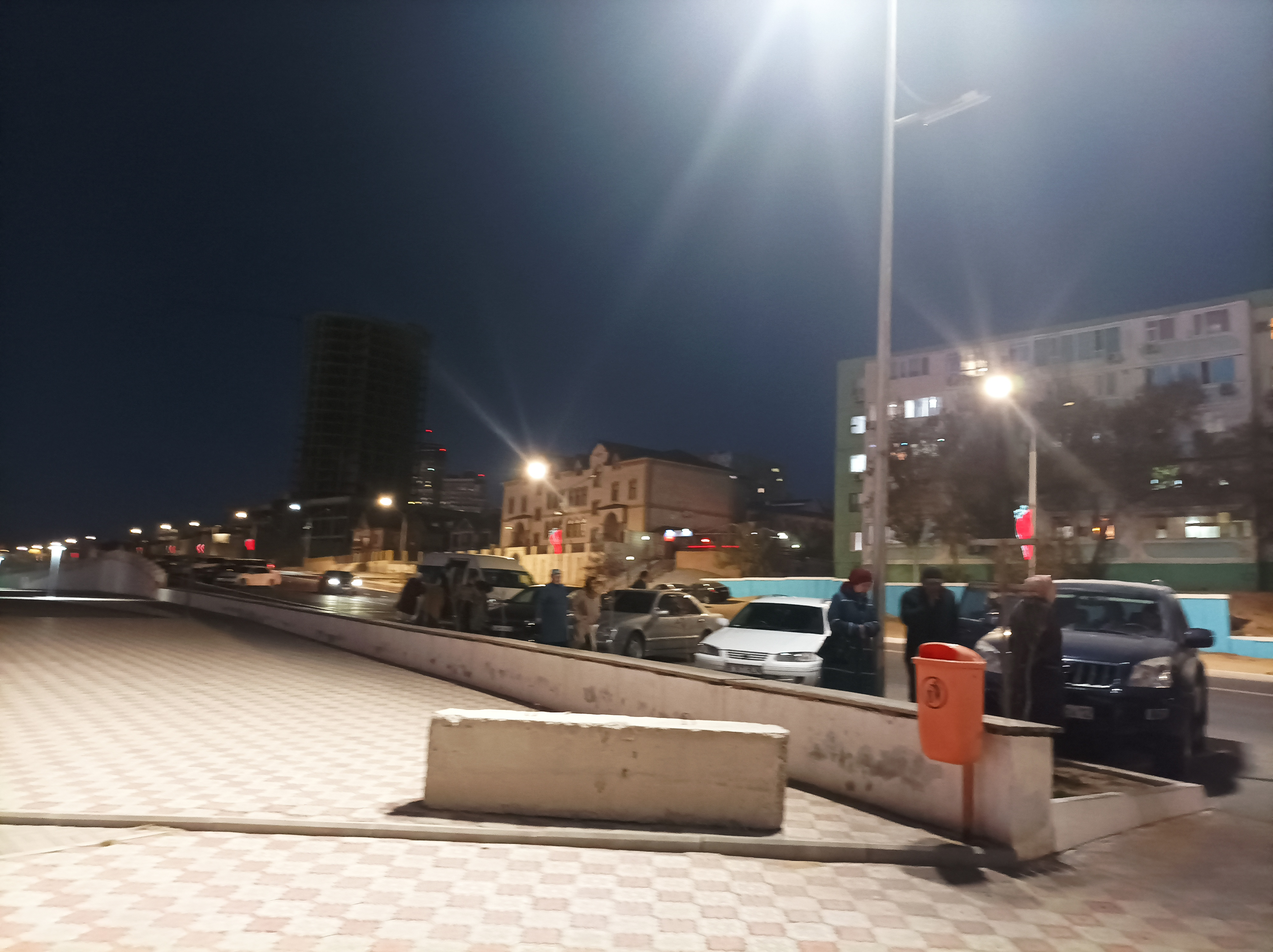
Набережная
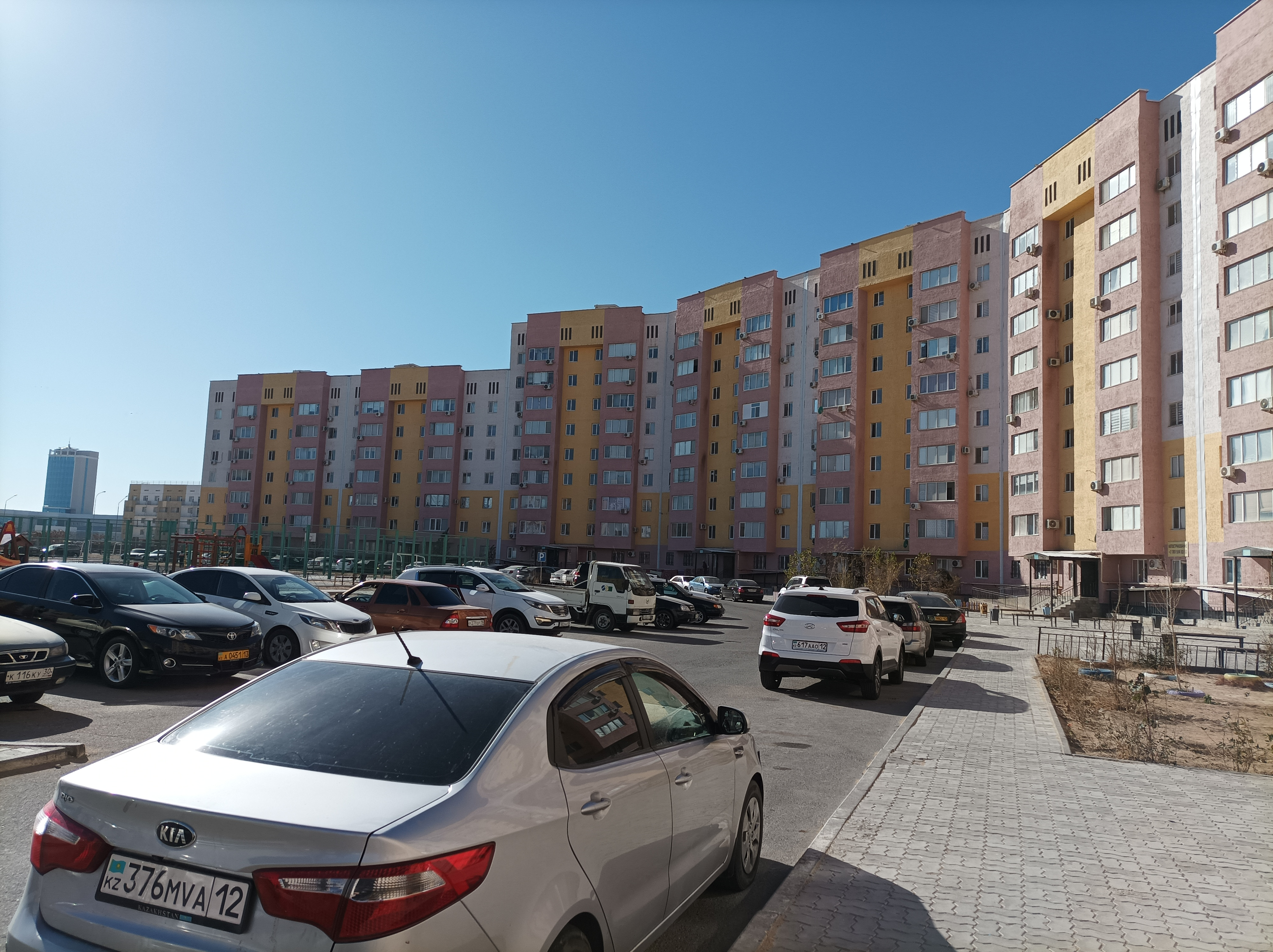
мкр.32